# Українсько-чеські відносини
Украї́нсько-че́ські відно́сини – це двосторонні відносини між Україною та Чехією у галузі міжнародної політики, народної дипломатії, економіки, освіти, науки, культури тощо та народна дипломатія.

## Історія
Контакти між населенням нинішньої Чехії та нинішньої України відбувалися з часів середньовіччя. Перемисл-Отокар ІІ мав конфлікти з Данилом Рюриковичем, але сам згодом узяв собі за дружину дочку галицько-чернігівського князя Ростислава Кунегунду. Литовські князі Федір Острозький і Сигізмунд Корибутович, які воювали в рядах гуситських воїнів, походили з території нинішньої України. У пізньому Середньовіччі чеська мова поширилася як мова спілкування у Східній Європі та вплинула на форму мови в письмових документах. Волинський князь Костянтин Острозький у 1567 році став тимчасовим володарем Рудниці-над-Лабем. Наступник Мазепи, Пилип Орлик, вважався нащадком білогірських вигнанців.

### XIX століття

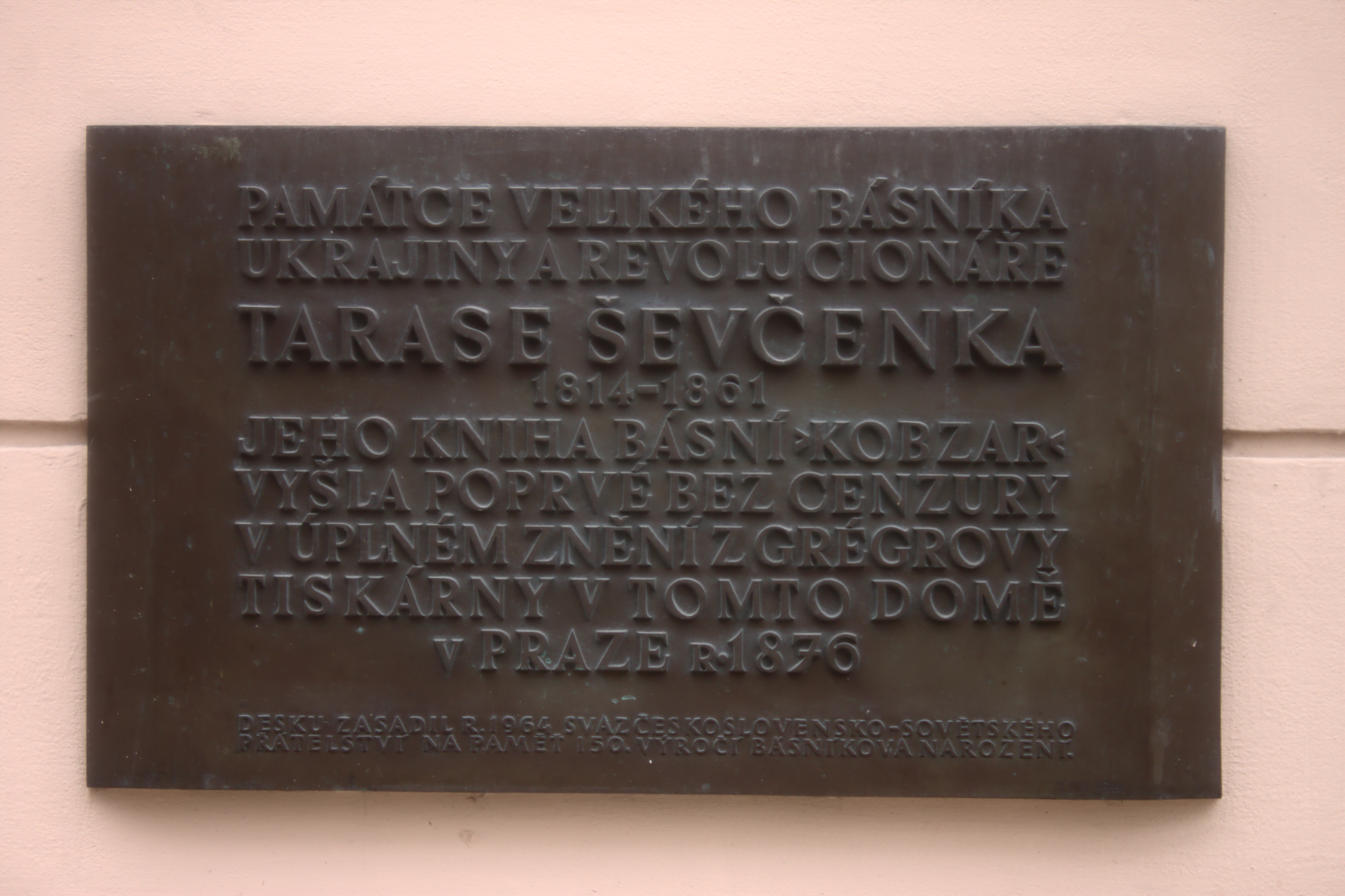
Пам'ятна дошка першого нецензурованого видання збірки Кобзар Тараса Шевченка 1876 року в Празі.

У 1845 році український поет Тарас Шевченко написав поему Єретик, присвячену Яну Гусу.
У 1848 році українські та чеські національні діячі зустрілися на Слов'янському конгресі в Празі. Деякі чеські інтелектуали (наприклад, Франтішек Палацький, Франтішек Ладіслав Рігер чи Карел Гавлічек-Боровський) дуже цікавилися майбутнім України.
У Богемії жили українські письменники Іван Франко та Михайло Грушевський. Напротивагу, деякі чехи виїхали шукати кращого життя в тодішній Російській імперії, часто на території сучасної України (наприклад, журналіст Франтішек Ростислав Мрачек, художник Франтішек Йозеф Шафаржович чи учасник першого чеського опору в Росії Ян Вольф). Чех Ченек Хвойка був співзасновником Українського національного музею в Києві та піонером української археології.
Після заснування в Богемії товариства Сокіл в 1862 році, наслідуючи приклад чехів українці утворили аналогічне товариство 11 лютого 1894 року.

#### Волинські чехи
У другій половині ХІХ століття на Волині оселилися чеські іммігранти. За переписом 1897 р. у Волинській губернії проживало 20 тис. чехів.

### Перша світова війна
У 1916 національні діячі обох країн взяли участь у конференції Союзу народів в Лозанні.
Під час Першої cвітової війни в Російській імперії з військовополонених був сформований Чехословацький корпус, який бився проти Центральних держав на території України, зокрема під Зборовом та Бахмачем.

#### Перші визвольні змагання
У травні 1919 року частини Гірської бригади УГА, що була відрізана від решти УГА синхронними ударами сил польської армії генерала Галлера і румунської армії, вимушені були перейти через Карпати на територію Закарпаття, де їх було роззброєно й інтерновано чехословацькою армією в таборі біля містечка Німецьке Яблонне. З часом до неї приєдналися й інші групи старшин і стрільців УГА. Бригада залишила там свою штаб-квартиру і персонал, щоб бути готовими до бойових дій.
У червні-липні 1919 року інтернована Гірська бригада УГА брала участь у ліквідації Словацької Радянської Республіки.

### Міжвоєнний період

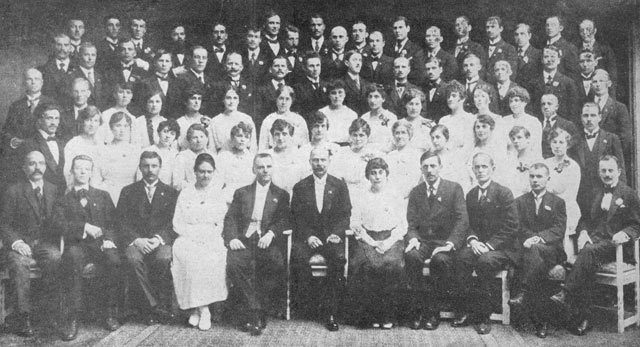
Українська республіканська капела в Празі (1919)

Після створення Чехословаччини в 1919-1923 роках у Празі діяло дипломатичне представництво Української Народної Республіки. З серпня 1921 року в Празі також діяло торгівельне представництво Української СРР, через рік воно було перетворено на представництво, яке після створення Радянського Союзу наприкінці 1922 року було ліквідовано влітку 1923 року.
З квітня по липень 1919 р. Українська республіканська капела виступала в Чехословаччині й викликала значне зацікавлення публіки та схвальні відгуки критиків. Зденек Неєдли написав книгу про гурт.
У 1920-1921 роках на території сучасної України діяла Московська репатріаційна місія ЧСР, яка забезпечувала повернення чехословацьких легіонерів і полонених. Місія мала відділення в Харкові та Києві та репатріаційний пункт в Одесі. У Харкові, тодішній столиці формально незалежної Української РСР, із серпня 1921 р. діяло торговельне представництво на чолі з Йозефом Ґірсою. Після підписання Тимчасового договору між Чехословаччиною та СРСР 6 червня 1922 р. представництво було замінено представницьким офісом у Харкові з консульським відділенням у Києві. З жовтня 1923 року — філія Московського представництва. У лютому 1924 р. під тиском радянської влади було ліквідовано київський відділ, а в лютому 1927 р. — представництво в Харкові. Після встановлення дипломатичних відносин між Чехословаччиною та СРСР у квітні 1935 року в Києві було офіційно відкрито генеральне консульство, яке діяло з червня 1936 року по квітень 1938 року.

#### Українська еміграція

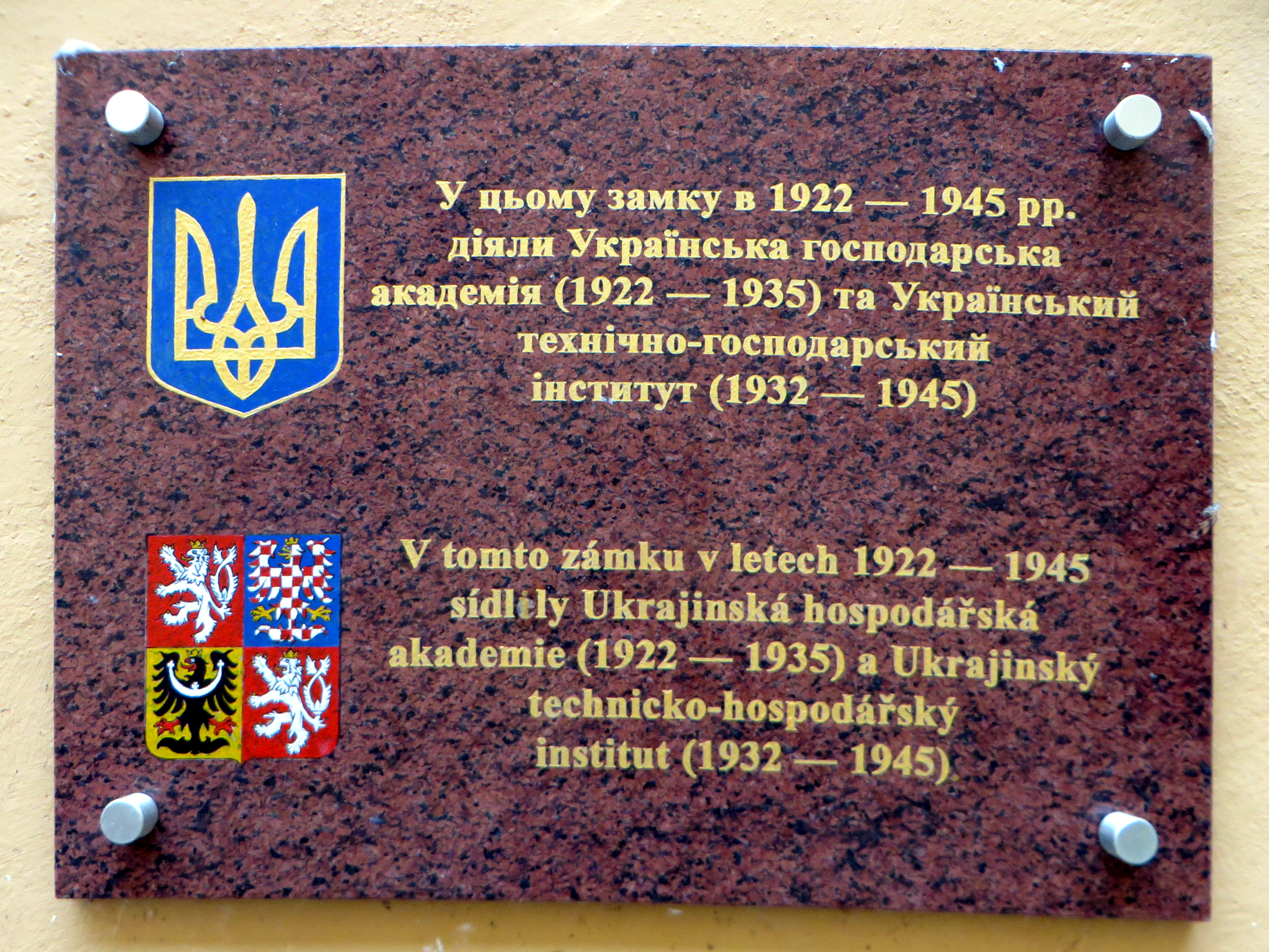
Пам'ятна дошка Української господарської академії в Подєбрадах

У міжвоєнний період Чехословаччина стала центром української політичної, наукової та літературної еміграції. Наприклад, тут діяли Український вільний університет (зараз у Мюнхені), Українська студія пластичного мистецтва, Український вищий педагогічний інститут, Музей визвольної боротьби України та Празька поетична школа, видавництво Ю.Тищенка. Чехословацька держава підтримувала діяльність українських емігрантів у рамках так званої «Акції російської допомоги», а також росіян і білорусів. Другим за значенням після Праги центром були Подєбради, де 1922 року було засновано Українську господарську академію й в 1932 році Український технічно-господарський інститут. У 1925 році 764 українці становили десяту частину населення Подєбрад. Одним із українських емігрантів до Чехословаччини був Іван Борковський, який прославився своїми дослідженнями в Празькому Граді та Левому Градці.

#### Підкарпатська Русь
Сучасна українська Закарпатська область була окупована Чехословаччини як Підкарпатська Русь з 1919 року на основі Сен-Жерменського договору про меншини. Декларована й обіцяна українська автономія для українських земель у складі федеративної Першої Чехословацької Республіки не відбулась, українці, які вимагали свої базові права, зокрема українську мову, чехезували та записували русинами. У 1939 році напередодні окупації Угорщиною вдалося українцям відновити незалежність, як Карпатська Україна, у 1945 році Чехословаччина передала її Радянському Союзу де вона була повернута українцям у складі Української РСР.

### Друга світова війна
Під час Другої світової війни чехословацькі частини в СРСР брали участь у визволенні України від німецьких військ та придушення спроб національного відродження Держави України. Перший бій прийняли в березні 1943 року під Соколовим, а також брали участь, наприклад, у битві за Київ. Загалом на території України полягло близько 400 чехословацьких солдатів.
У другій половині ХХ століття українські та деякі чеські політичні організації входили до складу Антибільшовицького блоку народів.

### Після розпаду СРСР
Після українського референдуму 1 грудня 1991 року, коли переважна більшість проголосувала за незалежність, уряд Чехословаччини офіційно визнав державну незалежність України на позачерговому засіданні 8 грудня. Нова утворена республіка Чехія була визнана Україною 1 січня 1993 року.
Дипломатичні відносини були встановлені відразу після утворення нової держави Чехії 3 січня 1993 року.

## Дипломатичні установи
- Посольство України в Чеській Республіці, Консульство України у місті Брно;
- Посольство Чеської Республіки в Україні, Генеральні консульства Чеської Республіки в Донецьку (закрите у 2014 році), Львові (з 2004) та Ужгороді (з 2014).

## Договірно-правова база
Договірно-правова база українсько-чеських двосторонніх відносин охоплює широке коло співпраці обох країн у сферах політичних та економічних стосунків, транспортну, культури та освіти, соціальних і консульських питань — практично всі сфери і галузі, в яких сторони мають зацікавленість до співпраці,  налічуючи більше сотні міжнародних документів — договорів, угод, протоколів і меморандумів про співробітництво та взаєморозуміння, міжнародних конвенцій, договірними сторонами яких є Україна та Чехія, а також договорів між Україною і Європейським Союзом;
Нинішня двостороння договірно-правова база охоплює договори укладені в різні періоди — не лише з того часу, коли Україна здобула незалежність у 1991 році, а Чехія стала окремою суверенною державою в 1993 році. Вона включає також ряд угод, укладених за часів колишніх ЧССР/УРСР/СРСР, які залишаються чинними після застосування сторонами принципів правонаступництва за цими угодами;
Важливою складовою українсько-чеської договірно-правової бази є двосторонні домовленості між суб'єктами адміністративно-територіального устрою України та Чехії, яких загалом налічується понад 10.
Серед ключових документів:
- Договір про дружні відносини і співробітництво між Україною та Чеською Республікою [Архівовано 25 лютого 2022 у Wayback Machine.];
- Угода між Урядом України і Урядом Чеської Республіки про сприяння та взаємний захист інвестицій [Архівовано 23 січня 2022 у Wayback Machine.];
- Договір між Україною і Чеською Республікою про правову допомогу в цивільних справах [Архівовано 27 листопада 2020 у Wayback Machine.];
- Договір між Україною і Чеською Республікою про соціальне забезпечення [Архівовано 27 листопада 2020 у Wayback Machine.];
- Угода між Кабінетом Міністрів України і Урядом Чеської Республіки про економічне, промислове і науково-технічне співробітництво [Архівовано 27 листопада 2020 у Wayback Machine.];
- Протокол до Конвенції між Урядом України і Урядом Чеської Республіки про уникнення подвійного оподаткування та попередження податкових ухилень щодо податків на доходи і майно [Архівовано 27 листопада 2020 у Wayback Machine.];
- Імплементаційний протокол до Угоди між Україною та Європейським Співтовариством про реадмісію осіб [Архівовано 27 листопада 2020 у Wayback Machine.], укладений 21.10.2013 р. між Кабінетом Міністрів України і Урядом ЧР, затверджений постановою Кабінету Міністрів України № 433 від 10.09.2014 р., чинний з 01.01.2015 р.
- Договір про співробітництво між Державною архівною службою України, Інститутом досліджень тоталітарних режимів та Архівом справ держбезпеки Чеської Республік [Архівовано 27 листопада 2020 у Wayback Machine.]и;
- Угода між Міністерством культури України та Міністерством культури Чеської Республіки про співробітництво в сфері культури [Архівовано 27 листопада 2020 у Wayback Machine.];
- Угода між Кабінетом Міністрів України та Урядом Чеської Республіки про військові поховання [Архівовано 24 лютого 2022 у Wayback Machine.];.

Загалом договірно-правова база — 51 чинна міжнародна угода.

## Торговельно-економічне співробітництво
За даними Держкомстату України Чехія посідала 25 місце за обсягами двосторонньої торгівлі з Україною. За даними Чеського статуправління Україна посідала 19 місце серед 234 країн світу, з якими Чехія здійснює економічне співробітництво. З початку 2011 року має місце поступове поліпшення показників двосторонньої торгівлі. За даними Держкомстату України, за І півріччя 2012 року загальний товарообіг між Україною та Чехією становив 991,7 млн дол. США, що на 7,5 відсотка більше ніж за аналогічний період попереднього року. Від'ємне сальдо двостороннього товарообігу для України за цей період поточного року становило 246,1 млн дол. США.
За даними української статистики, зовнішньоторгівельний обіг товарами і послугами між Україною та ЧР у 2019 р. зріс на 9,3 % та досяг рекордного рівня за всі роки двосторонніх відносин — 2238,1 млн доларів США. Обсяги експорту українських товарів та послуг до Чехії збільшились на 5,4 % і склали 1 млрд. 12,8 млн дол. США. Обсяги імпорту товарів і послуг з Чехії зросли на 12,7 % і становили 1 млрд. 225,4 млн дол. США.
Найбільш перспективними сферами українсько-чеського торговельно-економічного співробітництва є енергетика, машинобудування, сільське господарство і переробна промисловість, транспортні перевезення тощо.
Важливу роль у сфері двосторонньої торговельно-економічної співпраці відіграє Українсько-чеська змішана комісія з економічного, промислового та науково-технічного співробітництва, останнє (восьме) засідання якої відбулось 11-12 червня 2018 р. у м. Прага.

### Інвестиції
На початку 2012 року Чехія інвестувала в українську економіку 76,9 млн дол. США, що становить 0,2 відсотка у загальному обсязі прямих іноземних інвестицій. Кількість підприємств з чеським капіталом, які функціонували на території України на початку 2011 року, становила 432.
На території Чехії не зареєстровано жодного підприємства з українським капіталом.
Станом на 30.06.2020 р. обсяг прямих інвестицій з Чехії в економіку України склав 171,5 млн доларів США. В Україні діє понад 200 представництв чеських компаній.

## Українці в Чехії
Статистичні дані міграційних процесів останніх років свідчать про те, що українська національна меншина в Чехії (рідш. українська діаспора) разом з громадянами України посідає перші місця за кількістю її членів, нараховуючи 53 253  осіб і випереджаючи словацьку, в'єтнамську та російську національні меншини..
Згідно з останнім переписом населення, що відбувся в Чехії у 2021 році, українцями себе визнали лише 78 068 громадян Чеської Республіки (1,1 % від населення країни). Станом на 31 грудня 2023 року в Чехії 574 447 громадян України.
Станом на грудень 2024 в Чеській Республіці існує лише одна українська організація російського бізнес-угрупування "Благодійна організація Український дитячий фонд Милосердя" (офіційна назва-переклад чеською: Ukrajinskyj dyťačyj fond Myloserďa, директор: Андрій Дяченко), точніше її філія з України.
Деяким організаціям уряд Чеської Республіки надає фінансову підтримку на основі відповідних грантів, підтримує видання часописів "Пороги" й "Український журнал". В Чехії також випускаються українською мовою "Українські новини" (друкований варіант призупинено в 2016 року, випуски продовжено в електронній подобі), працює україномовна редакція CRCMedia – новини європейської діаспори та функціонує інформаційний портал українською мовою не тільки для українців.
Громадянами України створено досить широку мережу чеських громадських організацій, які об'єднують прихильників українців у Празі, Брні, Градці Краловому, Ліберці, Хомутові, Пардубицях. Їхня діяльність зосереджується в основному на збереженні національної культури, традицій, пісень, танців, вивченні мови. У містах Прага, Брно та Градець Кралове діють суботні школи. Вагомим об'єднавчим чинником для українців є церква. Майже по всіх десятитисячних містах Чехії є чеські православні та чеські греко-католицькі церкви, в яких частково богослужба ведеться, зокрема українською мовою. Члени національних меншин у ЧР користуються всіма правами громадян цієї країни, бо вони є громадянами Чехії. Задоволенню їхніх потреб як своїх співгромадян нечеського походження держава сприяє через Раду з питань національних меншин при Уряді Чеської Республіки. Найстарше чеське об'єднання, яке інтегрує українців до чеського суспільства, "Sdružení Ukrajinců a příznivců Ukrajiny, z.s." разом з іншим чеським громадським об'єднанням "Ukrajinská iniciativa v České republice, z.s." представляють українську національну меншину в Раді Уряду Чеської Республіки з питань національних меншин.
За фінансової підтримки Уряду Чеської Республіки до 2020 р. в Чехії видавалися україномовні часописи Пороги (з 1993 року) та Український журнал (з 2005 року). Окрім друкованих чеськомовних ЗМІ, громадяни України та українці в Чехії мають доступ до інформаційних вебсторінок: www.ukrajinci.cz, www.uaportal.cz, www.myaukrajina.cz, CRCMedia. Одиниці чеських організацій, які займаються українськими питаннями або громадянами України мають сторінки в приватних соцмережах. Найчастіше це Фейбук та класичні інтернетові сторінки.

## Політичні відносини

### 1991-2000
Сучасні українсько-чеські політичні відносини розпочались ще за існування Чехословацької федерації. 8 грудня 1991 року Чесько-Словацька Федеративна Республіка (ЧСФР) визнала незалежність України, а дипломатичні відносини між двома державами були встановлені 30 січня 1992 року.
Вже у травні 1992 року Прем'єр-міністр ЧСФР Маріан Чалфа під час візиту в Україну парафував Договір про добросусідство і дружні відносини, який, однак, не був підписаний — оскільки 1 січня 1993 року відбулося мирне розділення ЧСФР на дві незалежні держави — Чеську і Словацьку Республіки.
Відтак, з 1 січня 1993 року розпочала відлік новітня історія українсько-чеських відносин. Україна однією з перших держав світу встановила з Чеською Республікою дипломатичні відносини — 1 січня 1993 року, на перший день існування Чехії як самостійної держави. Розпад федерації на тлі краху біполярного світу зумовив переосмислення зовнішньополітичних пріоритетів ЧР, серед яких головними стали: вступ до Європейського Союзу і НАТО, становлення прагматичних відносин і тісної співпраці з країнами ЄС і посткомуністичними країнами Центральної Європи. «Східний напрям» відійшов на другий план.
На цьому тлі співпраця України та Чехії з самого початку характеризувалася динамічним розвитком в політичній, економічній та культурній сферах, активним формуванням договірно-правової бази, пожвавленням двосторонніх контактів на різних рівнях.
У квітні 1993 року до Києва прибула перша офіційна чеська делегація на чолі з Віце-прем'єр-міністром, міністром сільського господарства Йозефом Луксом. Відбулися двосторонні переговори щодо співпраці в агропромисловому секторі, в результаті яких підписано Угоду між Міністерством сільського господарства і продовольства України і Міністерством сільського господарства Чехії про економічне, науково-технічне та виробниче співробітництво.
2 червня 1993 року Україну з візитом відвідала чеська парламентська делегація на чолі з Головою Національної ради ЧР М. Угде. Сторони обговорили перспективи двосторонніх політичних відносин та економічної співпраці. Виступаючи в сесійній залі Верховної Ради України Мілан Угде відзначив близькість позицій обох країн щодо європейської безпеки, вступу до європейських військово-політичних та економічних структур. У листопаді 1993 року у Чехії з офіційним візитом перебувала делегація Верховної Ради України на чолі з Головою Іваном Плющем.
17 березня 1994 року відбувся перший офіційний візит до Праги Міністра закордонних справ України Анатолія Зленка, який мав переговори з Прем'єр-міністром ЧР Вацлавом Клаусом і своїм чеським колегою Йозефом Зєленецем. Під час візиту чеська сторона висловила підтримку державності, суверенітету, незалежності та територіальної цілісності України.
Важливим етапом у розвитку українсько-чеських відносин став державний візит до Чеської Республіки Президента України Леоніда Кучми 25-26 квітня 1995 року, під час якого підписано базовий Договір про дружні відносини і співробітництво.
Продовженням двостороннього політичного діалогу став офіційний візит в Україну 9-10 жовтня 1995 року Міністра закордонних справ Чехії Й. Зєленка в якості глави Комітету Міністрів Ради Європи. Саме під час головування Чехії в Раді Європи у 1995 році та завдяки її активній підтримці Україна набула членство в цій міжнародній організації.
В цей час активізувались контакти і на парламентському рівні. Перший візит депутатської групи з розвитку міжпарламентських зв'язків «Україна–Чехія» разом з депутатами постійних комісій ВРУ із закордонних справ, фінансів і банківської діяльності до Чехії відбувся 16 лютого 1996 року. Делегація була прийнята Головою Парламенту Чеської Республіки Міланом Угде. Депутатські групи «Україна–Чехія» у Верховній Раді України і «Чехія–Україна» у Парламенті Чехії стали свідченням дружніх відносин між країнами.
Знаковою політичною та історичною подією у двосторонніх відносинах став перший державний візит в Україну Президента Чеської Республіки Вацлава Гавела (30 червня — 2 липня 1997 року), під час якого укладено 8 двосторонніх документів про співробітництво в торгово-економічній, соціальній, фінансовій, правоохоронній, культурній та інших сферах. Підсумком візиту і переговорів також стала Спільна заява Президентів України і Чеської Республіки від 2 липня 1997 року, якою сторони  засвідчили взаєморозуміння з основних питань у сфері міждержавних відносин та європейської безпеки і співпраці.
Продовженням двостороннього політичного діалогу високого рівня став офіційний візит до Праги глави Міністерства закордонних справ України Геннадія Удовенка 8–9 березня 1998 року, який підтвердив налаштованість країн до інтенсифікації двосторонніх відносин.
Важливою для поглиблення взаємної співпраці була зустріч президентів України і Чехії в рамках зустрічі глав держав Центральної Європи 14–15 травня 1999 року у Львові на тему «Людський вимір загальноєвропейської регіональної інтеграції та її роль у будівництві нової Європи», на якій розглядалася проблема вільного транскордонного пересування громадян і культурне співробітництво між країнами.
1999 рік увійшов в новітню історію Чехії як рік принципових змін в її політико-безпековому статусі. 12 березня вона стала повноправним членом Північноатлантичного Альянсу. У цьому контексті Україна, з огляду на її потенціал і географічне розташування, стала для Чехії важливим партнером з точки зору європейської безпеки. Україна щиро привітала вступ Чехії до НАТО і з того часу українсько-чеська співпраця органічно пов'язана з євроатлантичною інтеграції. Зі свого боку Чехія активно сприяла встановленню особливого партнерства України і НАТО.

### 2001-2010
Важливою подією в українсько-чеських відносинах у 2001 році став візит в Україну Віце-прем'єр-міністра, міністра закордонних справ ЧР Я. Кавана з метою активізації чесько-українського діалогу в політичній й економічній сферах, під час якого було підписано Протокол про співробітництво між зовнішньополітичними відомствами України та Чеської Республіки. Надзвичайно важким для Чехії став  2002 рік через потужний паводок 12–16 серпня. Україна, маючи власний досвід подолання наслідків повені в 1998 році на Закарпатті, надала Чехії широку гуманітарну допомогу як вияв солідарності та дружніх відносин двох країн.
Нового імпульсу українсько-чеським відносинам надав офіційний візит до  Чехії 23-24 квітня 2003 року Міністра закордонних справ України Анатолія Зленка з метою активізації двосторонньої співпраці в контексті майбутнього приєднання Чехії до ЄС.
Зі вступом Чехії до ЄС 1 травня 2004 року українсько-чеські відносини вийшли на якісно новий рівень. Україна отримала реальну можливістю запозичити чеський досвід євроінтеграції. З цією метою 15 квітня 2004 року було укладено міжурядову Угоду про економічне, промислове та науково-технічне співробітництво.
Помаранчева революція і перемога "демократичних сил" в Україні сприяла подальшому зближенню України та Чехії. Події кінця 2004 — початку 2005 років змінили імідж України на міжнародній арені, посилили інтерес до неї західних держав і чітко визначили курс країни на європейську і євроатлантичну інтеграцію. У 2005 році відбулося три візити високого рівня, які надали поштовху українсько-чеській співпраці. 9-10 лютого 2005 року у Празі з офіційним візитом перебувала парламентська делегація на чолі з Головою Верховної Ради України Володимиром Литвином. Візит Міністра закордонних справ Чеської Республіки Циріла Свободи в Україну відбувся 10 травня 2005 року на тлі заяв Праги про необхідність інтенсифікувати діалог з Києвом і новою українською владою напередодні червневого візиту в Україну Президента Чехії Вацлава Клауса. 14-16 червня 2005 року відбувся державний візит Президента Чеської Республіки В. Клауса в Україну. Високий статус візиту Глави Чеської Республіки засвідчив спільне прагнення сторін до поглиблення співпраці в усіх сферах та розширення взаємодії на міжнародній арені, що було відображено у підписаній президентами Спільній заяві.
17 лютого 2006 року у Празі з візитом перебував Прем'єр-міністр України Юрій Єхануров, під час якої він провів зустріч з Прем'єр-міністром Чехії Їржі Пароубком. Результатом візиту стало підписання угоди про співробітництво в галузі туризму та угоди про співпрацю в оборонній промисловості.
15–16 січня 2007 року відбувся візит до Чехії МЗС України Бориса Тарасюка, сторони підписали Спільну заява про співпрацю в реалізації Плану дій Україна — ЄС.
23 квітня 2008 року Міністр закордонних справ України Володимир Огризко взяв участь у зустрічі в Празі міністрів закордонних справ Вишеградської четвірки і провів переговори з Віце-прем'єр-міністром Чеської Республіки Александром Вондрою, на порядку денному яких були питання європейської і євроатлантичної інтеграції. Невдовзі, 9-10 червня 2008 року відбувся візит в Україну Віце-прем'єр-міністра Александра Вондри, в рамках якого у Дніпропетровську за фінансової підтримки чеської сторони було відкрито Центр євроатлантичної інтеграції.
16 вересня 2008 року Україну з офіційним візитом відвідав Прем'єр-міністр ЧР Мірек Тополанек. У ході зустрічей з Президентом України Віктором Ющенком, Прем'єр-міністром Юлією Тимошенко та Головою Верховної Ради Арсенієм Яценюком сторони підтвердили зацікавленість у розширенні контактів між вищим керівництвом двох країн.
Одним з основних пріоритетів Чеського головування в Раді ЄС у першій половині 2009 року стало врегулювання україно-російського газового конфлікту та відновлення постачання російського природного газу до країн ЄС. Вже 1 січня 2009 року українська делегація на чолі з Міністром палива та енергетики України Юрієм Проданом провела у Празі переговори з Головою Ради ЄС, Прем'єр-міністром Чеської Республіки М.Тополанеком, Віце-прем'єр-міністром з європейських питань А. Вондрою і представниками енергетичних відомств Чехії.
9 і 10 січня 2009 року Мірек Тополанек здійснив два робочі візити в Україну, в ході яких були проведені переговори з Президентом України Віктором Ющенком та Прем'єр-міністром Юлією Тимошенко. Між поїздками до Києва М.Тополанек відвідав Москву. Посередницька роль Чехії як головуючої в ЄС країни та особисті зусилля Мірека Тополанека сприяли врегулюванню газової кризи і відновленню постачання російського природного газу до європейських країн.
5 лютого 2009 року відбувся офіційний візит до ЧР Міністра закордонних справ України Володимира Огризка для участі у засіданні Україна — Трійка ЄС на рівні міністрів закордонних справ, на якому була відзначена ключова роль України у розвитку ініціативи ЄС Східне партнерство та обговорено кроки з підготовки до саміту країн ЄС і Східного партнерства 7 травня 2009 року в Празі.
24-25 березня 2009 року відбувся державний візит Президента України Віктора Ющенка до Чехії, за підсумками якого прийнята Спільна заява про підтримку Чехією європейської інтеграції України.
7 травня 2009 року у Празі Президент України Віктор Ющенко взяв участь в установчому саміті Східного партнерства, який мав на меті зміцнення стосунків ЄС зі східними сусідами — Україною, Молдовою, Білоруссю, Грузією, Вірменією і Азербайджаном. Згідно Празької декларації, ініціатива Східного партнерства має стати доповненням до двосторонніх договірних відносин між ЄС та кожною з держав-партнерів.
28-30 листопада 2010 року відбувся офіційний візит в Україну Першого Віце-прем'єра, Міністра закордонних справ Чеської Республіки Карела Шварценберга, який назвав свій візит до Києва «поверненням» Чехії до «українського вектору співпраці». За підсумками переговорів зроблені реальні кроки щодо поглиблення співпраці. Так, 1 грудня 2010 року відбулося перше засідання українсько-чеської спільної міжурядової комісії з економічної, промислової і науково-технічної співпраці. Сторони також активізувати роботу з консульських питань і захисту прав українських легальних трудових мігрантів, які працюють у Чехії.
Українсько-чеські політичні відносини у 2001-2010 роках розвивались на тлі значних внутрішньополітичних змін  в обох країнах, які відбулися в цей час, і мали вплив на їх зовнішньополітичні пріоритети. Перемога демократичних сил в Україні в результаті Помаранчевої революції і вступ Чехії в  ЄС у 2004 році надали нового імпульсу політичному зближенню двох країн, розширили та активізували двосторонній політичний діалог, у тому числі на найвищому рівні. Основними елементами двостороннього співробітництва на політичному напрямі стали регулярні контакти на рівні глав держав і урядів України і Чеської Республіки, співпраця зовнішньополітичних відомств обох країн. Упродовж 2003—2010 років відбулися державні візити в Україну Президента Чеської Республіки Вацлава Клауса та в Чехію Президента України Віктора Ющенка, офіційні та робочі візити прем'єр-міністрів та міністрів закордонних справ обох держав. Членство та активна позиція Чехії у європейських структурах визначили нові форми взаємодії, спрямовані на зближення України з ЄС. Під час візитів і контактів на всіх рівнях Чехія не лише декларує підтримку європейської та євроатлантичної інтеграції України, але і передає свій позитивний  досвід та надає практичну допомогу в проведенні реформ.

### 2011-2020
З кінця 2010 року відбулося похолодання в українсько-чеських відносинах, значною мірою пов'язане з наданням Чеською Республікою політичного притулку Богдану Данилишину, колишньому міністру в уряді Юлії Тимошенко. Навесні 2011 року Україна вислала двох чеських дипломатів за несумісну з дипломатичним статусом діяльність. У відповідь, Чехія оголосила персонами нон грата двох дипломатів Посольства України у Празі. Довгий час Україна не давала позитивної відповіді щодо агремана на кандидатуру нового посла Чехії в Україні  (попередня згода на прийняття особи як глави дипломатичної місії іншої держави) і Чехія більше року не мала змоги призначити свого посла в Україні. Була затримка у видачі екзекватури новому Генеральному консулу Чехії в Донецьку (дозвіл на виконання консульських функцій даною особою в даному консульському окрузі).
Наприкінці 2011 року політичні контакти почали відновлюватись.
19 грудня 2011 року відбувся офіційний візит Прем'єр-міністра України Миколи Азарова в Чехію.

#### Вручення вірчих грамот Президенту Чеської Республіки
16 січня 2013 року Надзвичайний і Повноважний Посол України в Чеській Республіці Борис Зайчук вручив вірчі грамоти Президенту Чеської Республіки Вацлаву Клаусу;
У ході протокольної зустрічі з Президентом Чехії було обговорено комплекс питань українсько-чеських відносин. Особливий акцент було зроблено на можливих шляхах поглиблення економічного співробітництва між двома країнами.

#### Зустрічі Посла Бориса Зайчука з Міністром закордонних справ Чехії та Головою Сенату Парламенту Чехії
8 лютого 2013 року Надзвичайний і Повноважний Посол України в Чехії Борис Зайчук провів зустріч з Головою Сенату Парламенту Чехії Міланом Штєхом. Посол ознайомив Голову Сенату Чехії з внутрішньополітичною ситуацією в Україні, власним баченням шляхів розвитку й поглиблення українсько-чеського співробітництва на всіх напрямках. Окремо було наголошено на необхідності забезпечення прав українських трудових мігрантів. Чеська сторона висловила задоволення розвитком двосторонніх відносин, особливо в економічній сфері. У цьому контексті було наголошено, що Сенат Чехії готовий надавати в рамках своїх повноважень посильну допомогу в розвитку українсько-чеських відносин, зокрема, ділитися досвідом здійснення економічних реформ в рамках підготовки до вступу в ЄС.
8 лютого 2013 року Надзвичайний і Повноважний Посол України в Чеській Республіці Борис Зайчук провів зустріч з Першим віце-прем'єр-міністром, Міністром закордонних справ Чехії Карлом Шварценберґом. Б. Зайчук підкреслив, що Чехія є однією з країн, яка послідовно і активно підтримує Україну на шляху євроінтеграції. Українська сторона покладає великі надії на саміт Україна-ЄС, що має відбутися у Брюсселі 25 лютого 2013 року і визначити чіткі перспективи для підписання Угоди про асоціацію України та ЄС під час саміту "Східного партнерства" у Вільнюсі у листопаді 2013 року.
Карел Шварценберґ підтвердив, що Чехія і надалі буде відстоювати позицію щодо якнайшвидшого наближення України до ЄС. У той же час чеська сторона очікує, що Україна зі свого боку буде допомагати цьому процесу шляхом проведення визначених ЄС як першочергових реформ.
10-12 вересня 2013 року Чехію з візитом відвідав Міністр закордонних справ України Леонід Кожара, а 20-22 жовтня 2013 року офіційний візит в Україну здійснив Президент ЧР Мілош Земан.
27 лютого 2014 року Україну з візитом відвідав Міністр закордонних справ Чехії Любомир Заоралек — разом з міністрами закордонних справ країн Вишеградської четвірки. 25 квітня 2014 року відбулася зустріч в.о. Міністра закордонних справ України Андрія Дещиці з Міністром закордонних справ Чехії Л.Заоралеком у Празі під час Засідання високого рівня з нагоди 5 річниці «Східного партнерства».
4 червня 2014 року глава Української держави Петро Порошенко зустрівся з президентом Чехії Мілошем Земаном у Варшаві в рамках святкування 25-річчя звільнення Польщі від комуністичного режиму. А вже 27 червня 2014 року відбулася робоча зустріч Президента України П. Порошенка з Прем'єр-міністром Чехії Богуславом Соботкою у Брюсселі на церемонії підписання економічної частини Угоди про асоціацію між Україною та ЄС.
17 вересня 2014 року Міністр закордонних справ Чехії Любомир Заоралек здійснив робочий візит в Україну (Київ, Житомир). Невдовзі, 29 жовтня 2014 року він відкрив нове почесне консульство Чеської Республіки в Ужгороді. 16 грудня 2014 року Л. Заоралек здійснив візит в Україну з разом з міністрами закордонних справ Польщі, Словаччини та державним секретарем МЗС Угорщини.
Карел Шварценберґ підтвердив, що Чехія і надалі буде відстоювати позицію щодо якнайшвидшого наближення України до ЄС. У той же час чеська сторона очікує, що Україна зі свого боку буде допомагати цьому процесу шляхом проведення визначених ЄС як першочергових реформ.
Протягом 2015 року українсько-чеські політичні відносини розвивались у руслі взаєморозуміння і взаємоповаги. Однак, стрімкий розвиток подій в Україні, ескалація напруженості на сході, безпосередня участь збройних сил РФ в бойових діях викликали неоднозначну реакцію в чеському політикумі. Велике значення мав робочий візит до Чехії Міністра закордонних справ України Павла Клімкіна 19 травня 2015 року, який сприяв подальшій ратифікації Палатою депутатів Угоди про асоціацію між Україною і ЄС. Попри значний спротив Комуністичної партії Чехії і Моравії, Палата депутатів Парламенту Чехії 17 вересня 2015 року більшістю голосів надала згоду на ратифікацію Угоди. 12 листопада 2015 року ратифікаційні грамоти Чеської Республіки до Угоди про асоціацію з Україною були передані на депонування Генеральному секретаріату Європейської Ради.
У 2016 році вища виконавча і законодавча гілки влади Чеської Республіки послідовно виступали за збереження політики санкцій ЄС проти РФ за агресію в Україні, підтримували суверенітет і територіальну цілісність України, займали безкомпромісну проукраїнську позицію в наданні безвізового режиму громадянам України та завершенні Нідерландами процесу ратифікації Угоди про асоціацію між Україною та ЄС.
На тлі повномасштабної російської війни, зокрема ескалації напруги на сході України загальна кількість двосторонніх зустрічей і контактів на вищому рівні була незначною. Позитивною для двосторонніх відносин була зустріч глав зовнішньополітичних відомств двох країн у Празі під час робочого візиту до Чехії Міністра закордонних справ України Павла Клімкіна 3-4 травня 2016 року для участі у конференції міністрів закордонних справ країн Вишеградської групи і «Східного партнерства».
2 вересня 2016 року відбулася ще одна важлива зустріч глави МЗС України Павла Клімкіна з Міністром закордонних справ ЧР Любомиром Заоралеком у Братиславі на засіданні глав зовнішньополітичних відомств країн ЄС. Ці зустрічі сприяли позитивному ставленню Чеської Республіки та її уряду до євроінтеграційних прагнень України і забезпечили подальшу підтримку Чехією України в її зближенні з ЄС та НАТО.
6 вересня 2016 р. на полях Міжнародного економічного форуму у Криниці Здруй (Польща) відбулася зустріч Прем'єр-міністра України Володимира Гройсмана з Прем'єр-міністром ЧР Б.Соботкою, на якій йшлося про можливість організації візиту глави Уряду ЧР в Україну.
У 2017 році активно підтримувалися двосторонні політичні відносини на рівні міністерств і відомств обох країн, що сприяло послідовній підтримці України виконавчою і законодавчою владою Чехії у протистоянні російській агресії та продовженні політики санкцій ЄС проти РФ. Позитивний виплив на двосторонні відносини мав робочий візит до Києва навесні 2017 року Міністра закордонних справ ЧР Любомира Заоралека разом з його словацьким і угорським колегами. Головною темою візиту була безпекова ситуація на сході України. Візит засвідчив солідарну підтримку України в її протидії агресії і готовність європейських партнерів, зокрема Чехії, продовжити політику санкцій проти РФ до повного виконання нею Мінських домовленостей.
28 лютого під час засідання 34 сесії Ради ООН з прав людини в Женеві відбулася зустріч Міністра закордонних справ України П. Клімкіна з Міністром закордонних справ Чехії Л. Заоралеком, під час якої було обговорено пріоритети двосторонніх відносин, взаємодію на міжнародній арені, узгоджено позиції з реагування на агресію РФ проти України.
Важливим для розширення двосторонньої галузевої співпраці стали візит в Україну в лютому 2017 року Міністра сільського господарства ЧР М. Юречки та в червні 2017 року Міністра промисловості і торгівлі ЧР Ї. Гавлічка на чолі делегації для участі у 7 засіданні Українсько-чеської міжурядової комісії з економічної, промислової і науково-технічної співпраці.
У вересні 2017 року Міністр енергетики і вугільної промисловості України Ігор Насалик здійснив робочий візит до Чехії для обговорення перспектив реалізації спільних енергетичних проектів. У травні 2017 року відбувся візит в Україну Міністра оборони Чехії Мартіна Стропніцького, в ході якого пройшли переговори щодо розширення двосторонньої військової співпраці. Під час візиту М. Стропніцкий анонсував зняття заборони на видачу ліцензій на експорт чеського військового спорядження і зброї в Україну, висловивши чітку позицію Чехії щодо засудження агресії РФ проти України та необхідності продовження санкцій проти РФ, а також невизнання Чехією анексії Криму і окупації Донецька і Луганська.
У 2018 році на розвиток українсько-чеських двосторонніх відносин впливав той фактор, що Уряд Чехії перебував майже дев'ять місяців у стані перманентного формування, тому окремі заходи з розвитку українсько-чеського двостороннього політичного діалогу не були реалізовані. Зокрема, була відкладена підготовка офіційного візиту глави уряду ЧР Андрея Бабіша в Україну.
11-12 червня 2018 року в Празі  відбулося 8-е засідання Українсько-чеської комісії з економічної, промислової і науково-технічної співпраці, в якій взяв участь Віце-прем'єр міністр України Володимир Кістіон.
Важливими для забезпечення підтримки України стали контакти Міністра закордонних справ України П.Клімкіна з Міністром закордонних справ Чехії М. Стропніцким. 16 січня 2018 року відбулася їх телефонна розмова, під час якої сторони говорили про ситуацію в Криму і на сході України. Особиста зустріч міністрів відбулася на полях Мюнхенської безпекової конференції 17 лютого 2018 року.]
5 грудня 2018 року, невдовзі після агресивних дій РФ в Керченській протоці, в рамках заходів в штаб-квартирі НАТО в Брюсселі відбулася зустріч П.Клімкіна з новопризначеним Міністром закордонних справ Чехії Т. Петршічеком, у ході якої глава українського зовнішньополітичного відомства запросив Т.Петршічека відвідати Україну з робочим візитом у 2019 році.
У 2018 році значно активізувались міжпарламентські контакти. У травні Україну відвідала делегація Комітету із закордонних справ, оборони і безпеки Сенату чеського Парламенту, в серпні в Празі перебував депутат Верховної Ради України Мустафа Джемілєв, а у вересні Україну з візитом відвідала Перший заступник голови Сенату парламенту ЧР Мілуше Горська, яка відкрили на київському Майдані експозицію «За нашу і вашу свободу!», присвячену подіям 1968 року у Празі. Заступник Голови Палати депутатів Парламенту ЧР Войтєх Пікал в листопаді офіційно представляв Чехію на Міжнародному форумі «Україна пам'ятає — світ визнає» і меморіальних заходах, приурочених до 85 роковин Голодомору-Геноциду української нації в Україні 1932-1933 рр.
Загалом 2018 р. відзначився позитивною динамікою українсько-чеського політичного діалогу, насамперед на рівні зовнішньополітичних відомств, а також у міжпарламентському форматі.
Знаковою подією в двосторонніх відносинах став візит в Україну глави МЗС Чехії Томаша Петршічека 28-29 січня 2019 року, в ході якого він висловився на підтримку суверенітету і територіальної цілісності України, а також підтримав санкції проти РФ як єдиний інструмент тиску на Кремль для припинення російської агресії.
У червні 2019 року Чехія на церемонії інавгурації Президента України Володимира Зеленського була представлена другою посадовою особою в державі — Головою Сенату Ярославом Куберою.
Після президентських і парламентських виборів в Україні політичні контакти на найвищому рівні активізувались. 25 вересня 2019 року відбулася зустріч глави уряду Чехії Андрея Бабіша з президентом України на полях 74 сесії ГА ООН у Нью-Йорку. Кульмінацією двостороннього політичного діалогу — не лише 2019 року, але й останнього десятиріччя — став офіційний візит в Україну А. Бабіша у супроводі потужної делегації чеських підприємців, який відбувся 18-19 листопада 2019 року і став важливим імпульсом для поглиблення українсько-чеського торговельно-економічного співробітництва.
У розвиток двостороннього політичного діалогу високого рівня 4 лютого 2020 року відбувся робочий візит в Чехію глави МЗС України Вадима Пристайка, в рамках якого започатковано роботу Українсько-чеського форуму як важливого дискусійного майданчика для вироблення рекомендацій урядам обох країн та ініціювання спільних проектів для реалізації потенціалу двосторонніх відносин в різних сферах. Під час цього візиту очільник МЗС Чехії Томаш Петршічек і глава уряду Чехії Андрей Бабіш запевнили у незмінності підтримки Чехією територіальної цілісності і суверенітету України, а також у підтримці чеським урядом санкційної політики ЄС щодо Росії.
В ході візиту підписана угода про співпрацю між Державною архівною службою України й Інститутом досліджень тоталітарних режимів і Архівом справ державної безпеки Чехії, яка передбачає надання взаємного доступ в до архівних документів і дозволить виконувати спільні дослідження та спільні гуманітарні проекти.

## Українська народна дипломатія

### Міжнародні місії щодо моніторингу виборів та референдумів
У січні 2019 року Міжнародна неурядова організація "Координаційний ресурсний центр" розпочинає підвищувати рівень інформованості учасників виборчого процесу та сприяти більш відкритим і прозорим виборам в Україні. Так 22 травня 2019 закордонні українці з Чехії розгорнули Міжнародну місію КРЦ щодо спостереження за парламентськими виборами в Україні і 30 червня 2021 в рамах Спеціальної моніторинґової місії КРЦ було розгорнуто міжнародну місію КРЦ щодо спостережень за встановлення всеукраїнських референдумів в Україні.
25 листопада 2019 в рамах проєкту КРЦ – корпус спостерігачів на виборах розгорнуто Міжнародну місію КРЦ зі спостереження за першими місцевими виборами в Україні;
15 липня 2020 Міжнародна неурядова організація закордонних українців та друзів України "Координаційний ресурсний центр" заявила про розгортання Міжнародної місії КРЦ зі спостереження за черговими місцевими виборами та моніторинґ за підготовкою до виборчого процесу в Україні;
08 лютого 2021 Організація закордонних українців та друзів України “Міжнародна неурядова організація Координаційний ресурсний центр” заявила про готовність направити добровольців до офіційного спостереження за повторними і проміжними місцевими виборами та проміжними виборами народних депутатів України в одномандатному виборчому окрузі № 50 та № 87;
1 вересня 2021 організація закордонних українців і друзів України “Міжнародна неурядова організація Координаційний ресурсний центр” розпочинає спостереження за ходом виборчого процесу проміжних виборів народних депутатів України в Херсонській і Черкаській областях в одномандатних виборчих округах № 184 та № 197, призначених ЦВК на 31 жовтня 2021 року;
9 грудня 2021 організація закордонних українців і друзів України “Міжнародна неурядова організація Координаційний ресурсний центр” продовжує спостереження за ходом процесу встановлення всеукраїнських референдумів.

### Інше
28.08.2020 в Празі 16 відкрито Центр гуманітарної допомоги Україні, куратор проєкту Петр Оліва.
17 березня 2022 Парламент Чехії "У зв’язку зі збройним конфліктом на території України, спричиненим вторгненням військ Російської Федерації" активував тимчасовий захист ЄС для громадян України (проживання, доступ до медичних послуг, вихід на ринок праці та доступ до освіти) шляхом прийняття Lex Ukrajina: zák. č. 65/2022 Sb. 66/2022 Sb. a 67/2022 Sb

## Галерея

Львівські соколи перед виїздом до Праги на VІ-й Всесокільський зліт[cs], 1912
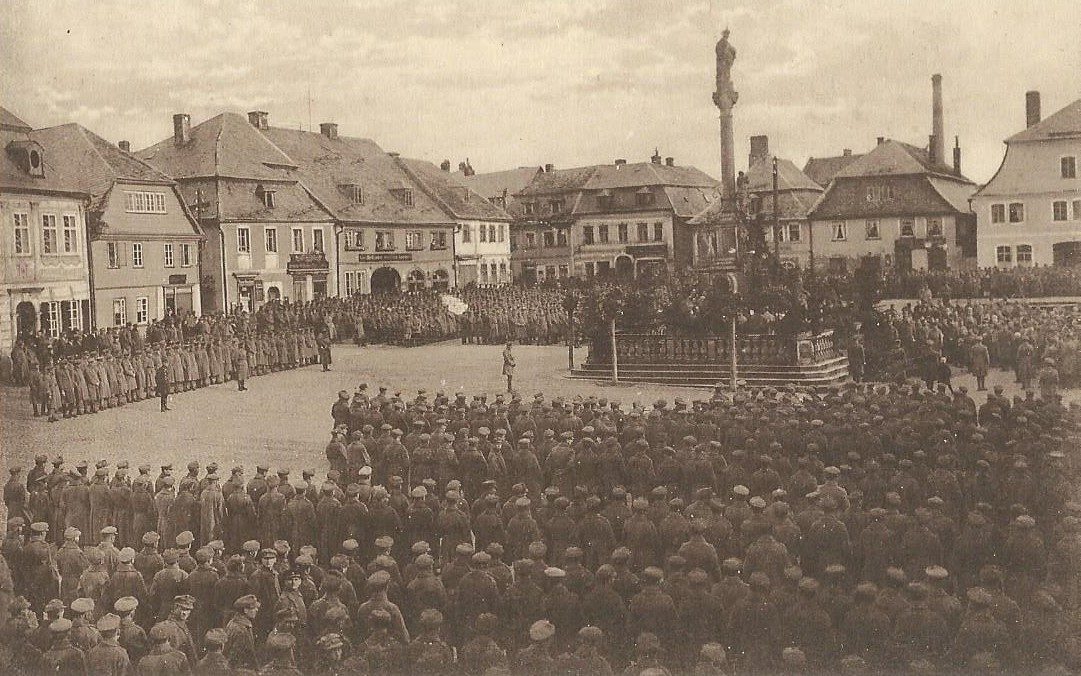
Українська бригада в Німецькому Яблонному (1920)
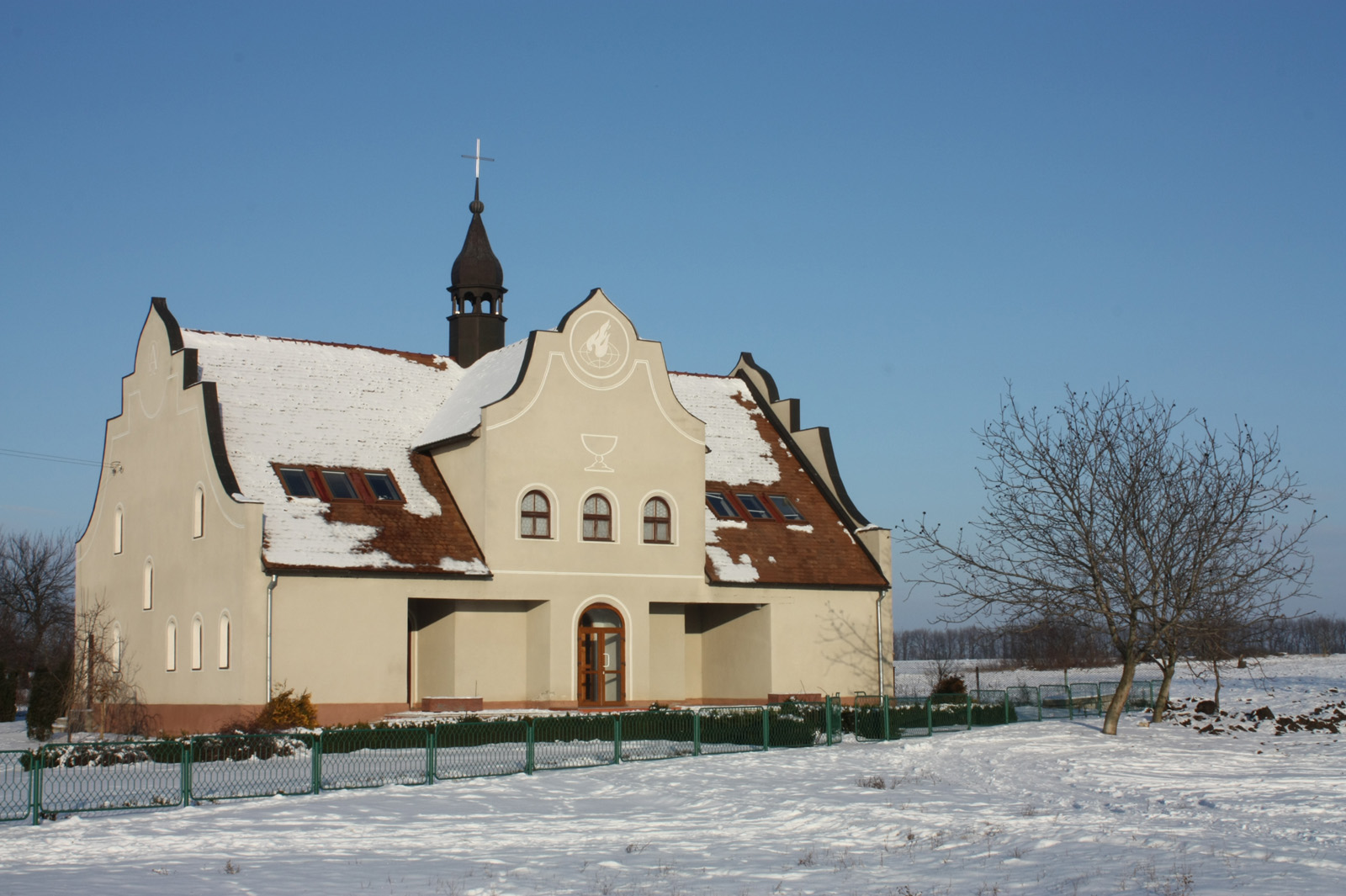
Віфлеємська каплиця, побудована в 1996 році в чеському селі Богемка на Миколаївщині
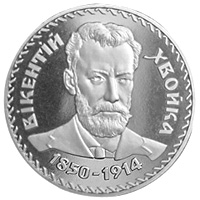
Українська пам'ятна монета з Ченеком Хвойкою (2000)
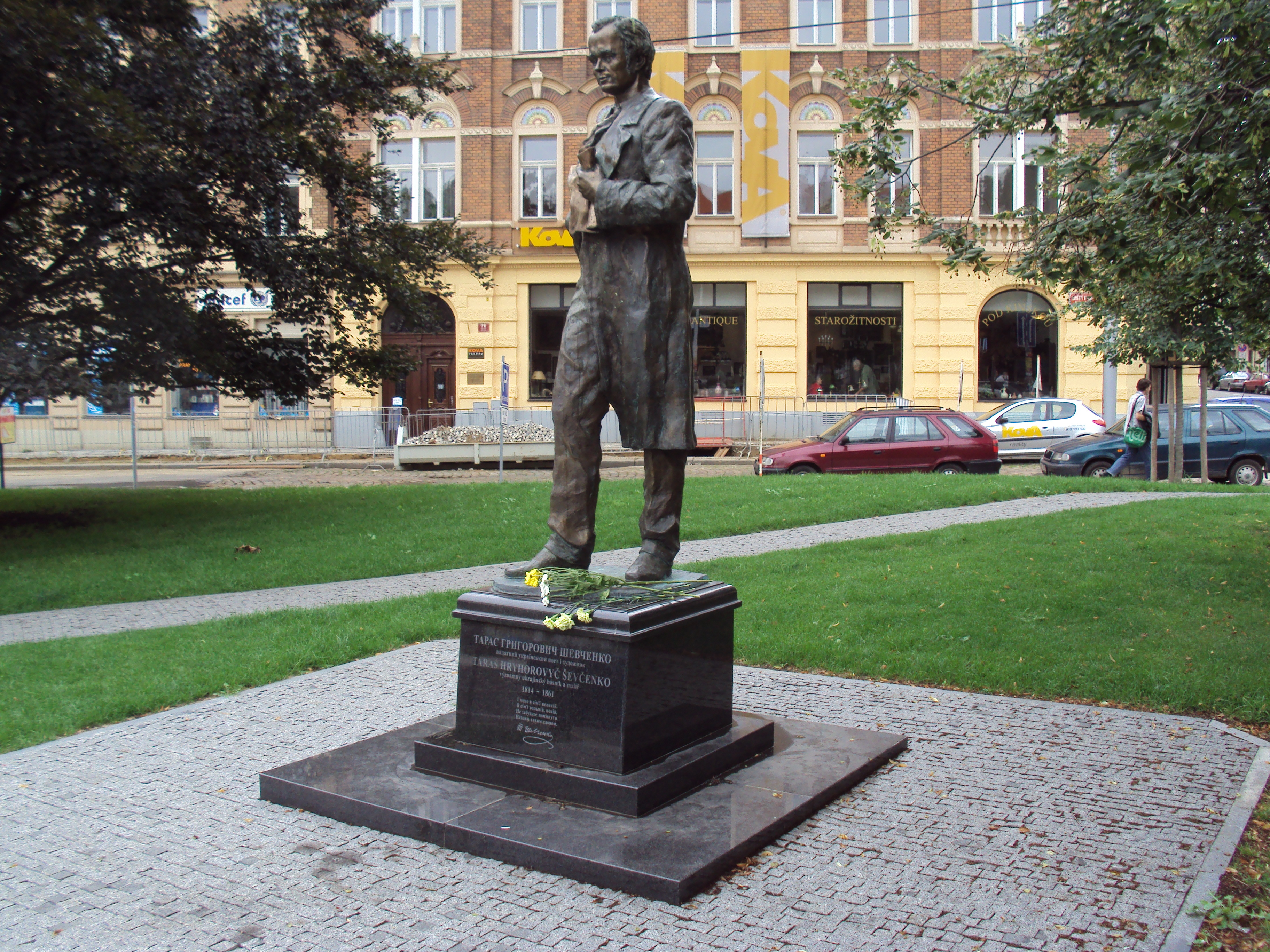
Пам'ятник Тарасу Шевченку на площі Кінських у Празі, відкритий у 2009 році
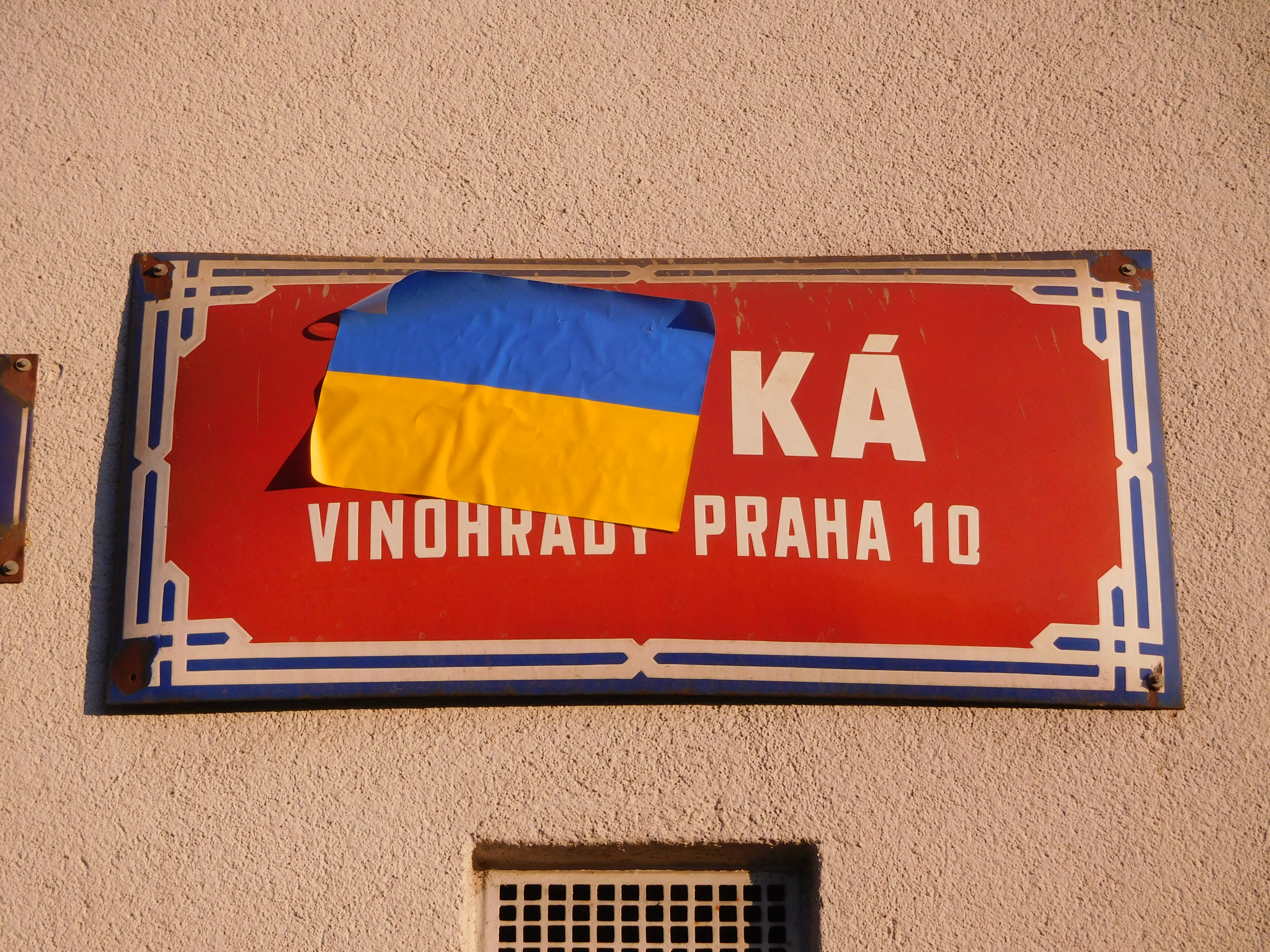
Знак на вулиці Російській у Празі, обклеєний українським прапором на знак протесту проти російського вторгнення у 2022 році
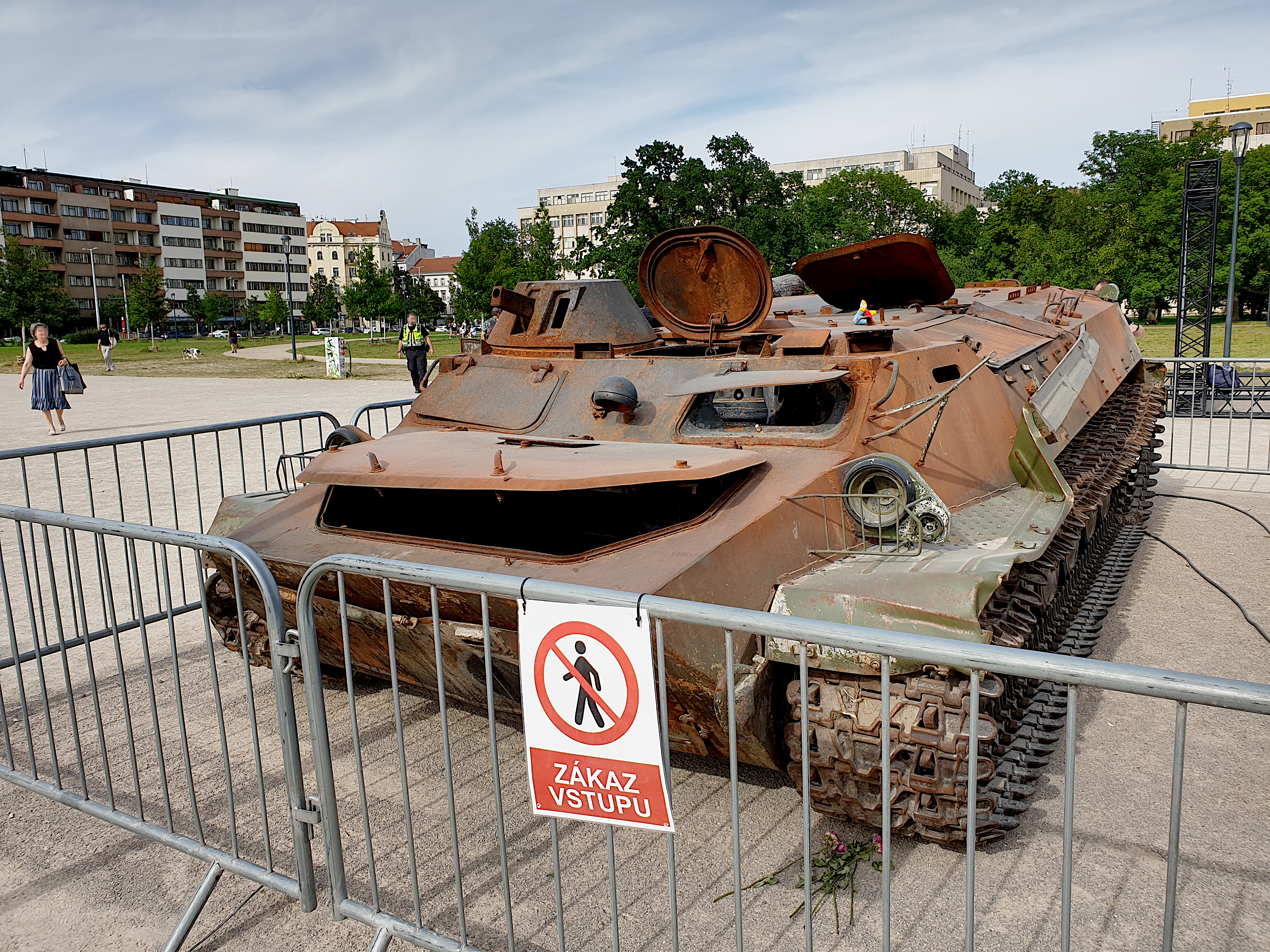
Виставка російської техніки, знищеної під час вторгнення в Україну, на Празькій Летні